# Ланер (птах)

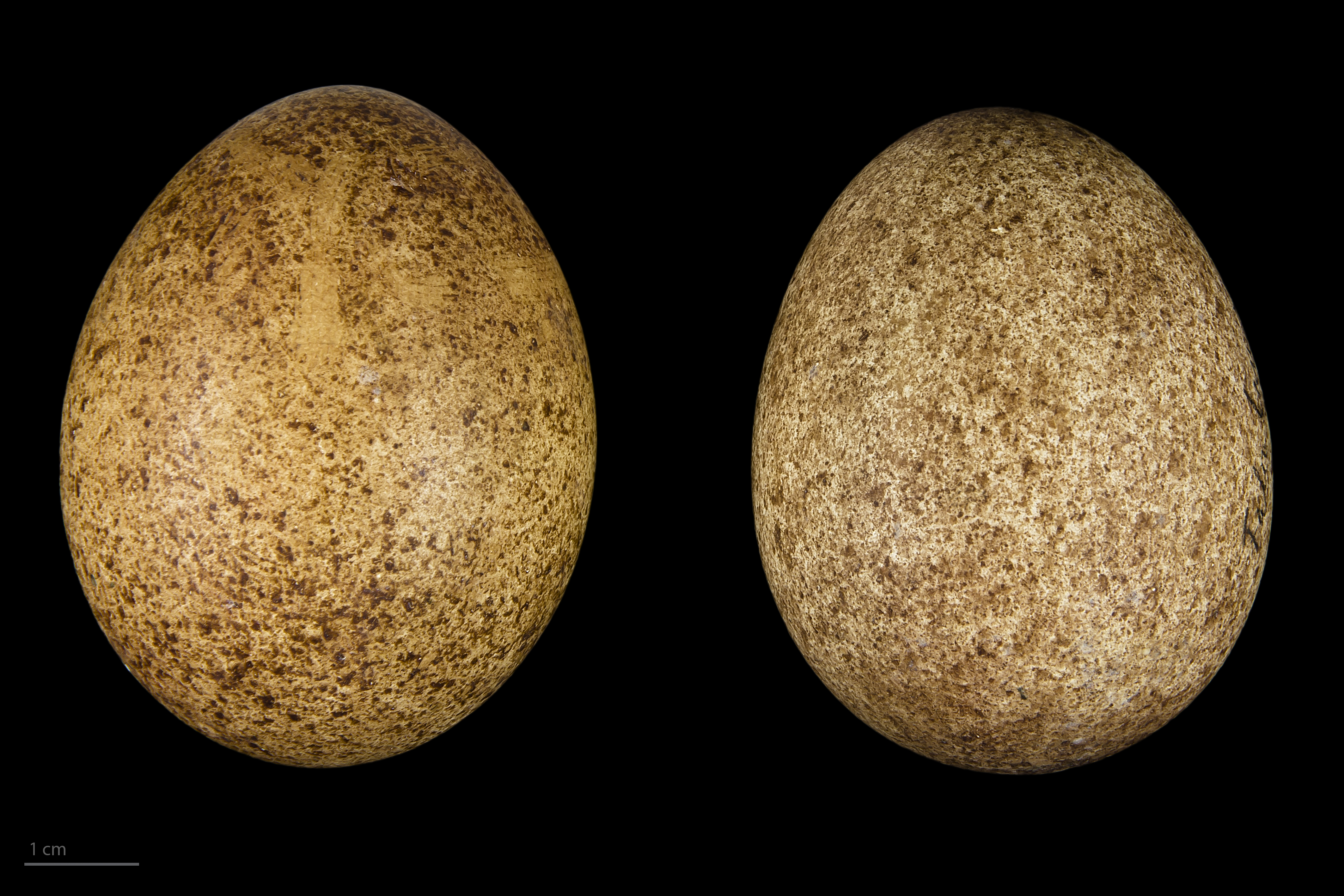
яйце Falco biarmicus feldeggii - Тулузький музей

Ланер (Falco biarmicus) — хижий птах роду Сокіл, що зустрічається в Африці, на південному сході Європи і частині Азії. Це переважно осілий птах, але деякі представники мігрують у позагніздовий період. В Україні рідкісний залітний вид — наприкінці вересня 2008 року одного птах було спіймано в Криму.

## Опис
Цей птах досягає 43-50 см за довжиною та має розмах крил 95-105 см. Європейський підвид (Falco biarmicus feldeggi) має аспідно-сірі або коричневого кольору верхні частини тіла, які у африканських підвидів — блідіші, блакитно-сірі. Груди рябі у північних птахів, нагадуючи кольором балабана, але середземноморський сокіл має червонуватий відтінок. Самці і самки подібні, молоді птахи коричнівіші та більше нагадують балабана. Проте, балабан має світлішу голову і блідіші плями.
Звуки, що видає ланер — зазвичай жорсткий крик урей-е.

## Чисельність
Чисельність в Європі оцінена в 480—900 пар, серед яких найбільше (100—140 пар) гніздиться в Італії.